# 2008 en aéronautique
Chronologie de l'aéronautique
- 2004
- 2005
- 2006
- 2007
- 2008
- 2009
- 2010
- 2011
- 2012

Cet article présente les faits marquants de l'année 2008 en aéronautique.

## Événements
- En 2007, vingt-quatre compagnies aériennes ont fait faillite à cause de l'augmentation des charges en particulier du Kérosène.

### Janvier

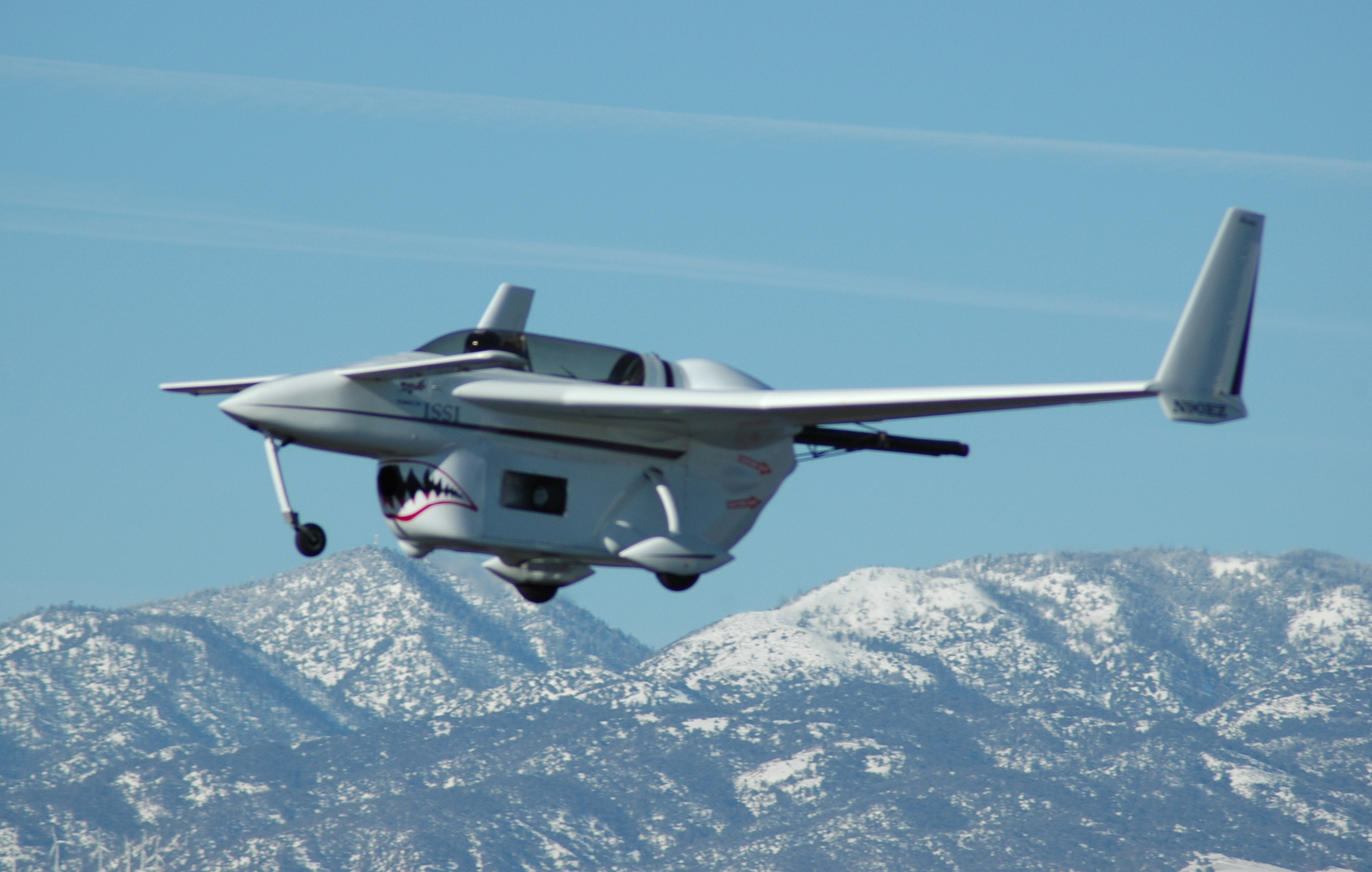
Le Rutan Long-EZ Borealis équipé d'un moteur à ondes de détonation pulsées.

- Vendredi 11 janvier : Airbus livre le deuxième exemplaire de son A380  (MSN005) à Singapore Airlines[1].

- Jeudi 17 janvier : un Boeing 777 (-236ER n° de vol BA38) de la compagnie British Airways s'écrase durant son approche sur l'aéroport de Londres Heathrow sans faire de victimes.

- Mercredi 23 : un CASA C-295 [019] du 13e Escadron de Transport Aérien polonais s’écrase peu avant de se poser sur la base de Miroslawiec, (Pologne), à 19h05. Parmi les 20 personnes se trouvant à bord (quatre membres d'équipage et seize passagers), tous tuées, le Général Andrzej Andrzejewski, commandant la Brigade d’aviation tactique de Miroslawiec. L’enquête a conclu à des manquements graves de l’équipage et du contrôle au sol, combinés à une météo défavorable. Deux contrôleurs aériens et trois officiers ont été limogés.

- 31 : premier vol officiel d'un avion équipé d'un moteur à ondes de détonation pulsées. Il s'agit d'un Rutan Long-EZ modifié par un laboratoire de l'USAF décollant du Mojave Air & Space Port.

### Février
- Jeudi 21 février : un ATR 42 de la compagnie Santa Barbara Airlines, qui avait décollé de Mérida, à 500 km au sud-ouest de Caracas (Venezuela), s'écrase près du lac de La Pernada dans le secteur de Coyado del Condor dans les Andes vénézuéliennes, tuant les 43 passagers et les 3 membres d'équipage.

- Samedi 23 février : un bombardier Northrop B-2 Spirit de l'US Air Force s'écrase peu après son décollage d'Andersen Air Force Base sur l'île de Guam (Pacifique)[2]. C'est le premier crash d'un B-2.

### Mars
- Mardi 11 mars : Airbus livre le troisième exemplaire de son A380  (MSN006) à Singapore Airlines[3].

### Avril
Dates non-déterminées
- Les flottes des compagnies américaines sont celles qui affichent les moyennes d'âge les plus élevées : 15,0 pour American, 14,0 ans pour Delta, 13,7 ans pour United, contre 9,1 ans pour Air France, 6,9 ans pour Singapore et 5,7 ans pour Emirates. Début avril, American Airlines a dû annuler plus de trois mille vols pour une révision d'urgence des circuits électroniques de ses moyens-courriers intérieurs, ce qui a provoqué une gigantesque pagaille dans les aéroports américains. Certains vieux appareils sont des gouffres financiers à cause de leur surconsommation en carburant, des coûts d'entretien de plus en plus élevés et sont des pollueurs notables -- 6 tonnes de kérosène à l'heure pour les MD80 contre 3 tonnes pour l'Airbus A320 ou le Boeing 737-800 équivalents.
- Les compagnies aériennes américaines annoncent de nouvelles pertes importantes pour le premier trimestre : Delta Airlines (-6,4 milliards $), Northwest (4,1 milliards $)…
- Pour le premier trimestre Airbus a livré 123 avions et a engrangé 395 commandes; Boeing a livré 115 avions et a engrangé 391 commandes.

Chronologies
- Vendredi 4 avril :
  - Boeing annonce officiellement être parvenu à adapter un petit avion de tourisme afin qu'il puisse se mouvoir grâce à un moteur hybride électrique alimenté à partir de batteries au lithium pour le décollage, puis par pile à combustible à l'hydrogène pour la suite du vol[4].
  - Le constructeur brésilien Embraer, troisième constructeur mondial toutes catégories, annonce le lancement de deux nouveaux avions biréacteurs d'affaires livrables à partir de 2012 ; le « Midlight Jet » (six passagers, 4 200 km) et le « Midsize Jet » (huit passagers, 5 500 km).

- Mercredi 9 avril :  le constructeur Boeing annonce un troisième retard dans la livraison de son premier Boeing 787 "Dreamliner". Il s'agit de la troisième annonce, ce qui porte à quinze mois le retard par rapport à l'estimation de la première livraison, prévue pour mai 2008 à la compagnie All Nippon Airways. Ce nouveau retard serait dû à de nouvelles révisions de la conception et à de nouvelles séries de tests. Les livraisons, à fin 2009 sont réduites à 25 contre 109 à l'origine. Boeing annonce aussi une version plus courte en 2010 et une plus longue en 2012 (B787-9). À ce jour, le nouvel avion B787 est commandé à 892 exemplaires pour un montant global de 154 milliards de dollars ce qui constitue un record absolu dans l'histoire de l'aviation civile.

- Mardi 15 avril : un avion de ligne Douglas DC-9 de la compagnie Hewa Bora, transportant 79 passagers et 6 membres d'équipage, s'écrase au bout de la piste de l'aéroport de Goma dans l'Est de la République démocratique du Congo. Assurant la liaison avec la capitale Kinshasa, il s'est écrasé, vers 14 heures, juste après son décollage, sur le quartier populaire de Birere, mettant le feu à plusieurs maisons et immeubles. Un pneu aurait éclaté lors du décollage alors que l'avion avait déjà pris beaucoup de vitesse, en freinant le pilote a perdu le contrôle de l'appareil. Cette catastrophe cause la mort de quarante personnes et en blesse plus de cent autres. La compagnie propriétaire de l'avion est inscrite sur la liste noire de l'Union européenne.

- Jeudi 17 avril : les deux compagnies aériennes Delta Air Lines et Northwest Airlines annoncent leur projet de fusion, ce qui donnera naissance au no 1 mondial avec 130 millions de passagers. Cette opération devrait selon les spécialistes déclencher un nouveau mouvement de concentration.

- Lundi 21 avril : 
  - Selon le directeur de l'Association internationale du transport aérien (IATA), Giovanni Bisignani :
    - Le secteur du transport aérien est marqué par fragmentation excessive (260 compagnies membres, la plus importante ne dépasse pas 5 % du marché mondial) et une très faible productivité, alors que les aéroports et les constructeurs sont très rentables avec des marges importantes. Le profit global des compagnies aériennes est seulement de 5,6 milliards de dollars pour un chiffre d'affaires de 480 milliards de dollars, soit 1,17 %, alors que la marge nécessaire pour couvrir les investissements est usuellement estimée à au moins 7 %.
    - En 2008, la facture de kérosène devrait atteindre globalement 159 milliards de dollars en hausse de 30 %, alors que la flotte mondiale augmentera ses capacités de 11 % avec 1 200 nouveaux avions livrés, mais une augmentation du nombre de passagers de seulement 5 %. Parmi les regroupements possibles Delta Airlines avec Northwest, United avec Continental Airlines, British Airways avec Iberia et Alitalia avec Air France-KLM.

  - L'Agence européenne de la sécurité aérienne (AESA) est chargée d'exiger à partir de 2009 un audit de sécurité de tous les transporteurs qui veulent desservir les 27 pays de l'UE. Selon le directeur de l'AESA, Patrick Goudou : « S'ils échouent à l'audit basé sur les normes de l'Organisation de l'aviation civile internationale (OACI), ils seront interdits de vol en Europe ».
  - Le loueur Aviation Capital Group commande 17 Boeing 737 pour 1 milliard de dollars.

- Samedi 26 avril : la compagnie Singapore Airlines a pris livraison de son 4e Airbus A380, alors qu'elle vient de transporter son 120 000ème client sur ces trois premiers A380.

### Mai
- Lundi 19 mai 2008 :  premier vol du Sukhoï Superjet 100, premier avion de transport développé chez Soukhoï (une des sociétés du groupe UAC)  en collaboration avec l'italien Alenia (groupe Finmeccanica) et le français Safran. C'est le premier avion commercial conçu dès l'origine en Russie pour répondre aux normes occidentales.

- Dimanche 25 mai 2008 : un Boeing 747-200 cargo de la compagnie américaine Kalitta Air s'écrase à l'aéroport de Bruxelles sans faire de victimes mais se brisant en trois morceaux sur la piste, tout près des habitations de la commune de Zaventem, dans la banlieue nord-est de Bruxelles. L'enquête montrera que la cause du crash est un faucon crécerelle aspiré dans un des réacteurs empêchant l'envol de l'appareil.

- Vendredi 30 mai 2008 :
  - La compagnie aérienne Silverjet, victime de la hausse des carburants et de la crise des subprimes, arrête ses vols et se place sous administration judiciaire. Elle avait été créée début 2007 et s'était spécialisée dans le transport haut de gamme dédié aux hommes d'affaires entre Londres, New York et Dubaï à bord de Boeing 767-200ER.
  - Les compagnies américaines United Airlines et US Airways renoncent à leur projet de fusion devant l'opposition des syndicats au vu des coûts sociaux et financiers de l'intégration.

### Juin
- Lundi 2 juin : 
  - Le directeur général de l'IATA, Giovanni Bisignani estime que « l'industrie du transport aérien est en crise. Peut-être la plus grande crise à laquelle nous ayons jamais été confrontés ». L'IATA qui représente 240 compagnies aériennes et 94 % du trafic international, anticipe une perte globale de 2,3 milliards de dollars pour l'année 2008 sur la base d'un pétrole à 106,50 dollars le baril et a 6,1 milliards pour un baril à 135,09 dollars. Depuis six mois, vingt compagnies ont cessé leurs activités et d'autres compagnies aériennes risquent d'être aussi mises en faillite dans les prochains mois.
  - La compagnie aérienne Ryanair annonce avoir dépassé 5,06 millions de personnes en mai soit une hausse de 22 % sur un an.
- Jeudi 5 juin : Continental Airlines se restructure pour faire face au prix du kérosène et annonce la suppression de 3 000 postes et le retrait de 67 Boeing 737.
- Mercredi 18 juin : EADS vend pour 60 millions d'euros, sa participation de 10 % dans le constructeur aéronautique russe Irkut, mais confirme sa volonté de prendre des parts d'UAC qui regroupe tous les acteurs civils et militaires de l'aéronautique russe « dès que cela sera possible ». En août 2006, la banque russe VTB avait acheté sur le marché 10 % du capital de EADS, revendu depuis à une autre banque publique. L'industrie aéronautique russe fabrique des éléments de l'Airbus A320 et convertie des A320 passagers en cargo en partenariat avec le site allemand de Brème. Pour le futur, l'industrie aéronautique russe va participer pour 5 % au nouveau programme de l'Airbus 350XWB et devrait construire les portes. La Russie a d'ores et déjà passé commande de 22 unités du 350 XWB.

- Jeudi 19 juin : la compagnie OpenSkies effectue son premier vol entre les aéroports de Paris-Orly et de New York JF Kennedy. Filiale de British Airways, elle a été créée spécialement à la suite des accords de ciel ouvert entre l'Europe et les États-Unis.
- Samedi 28 juin : Airbus livre le cinquième A380 à la compagnie Singapore Airlines qui effectuera les trajets Singapour-Londres en remplacement des B747 et sera « réquisitionné » pour Singapour-Pékin lors des jeux olympiques en août 2008.

### Juillet
- Mercredi 2 juillet : British Airways a annoncé avoir racheté la compagnie L'Avion pour l'intégrer à sa filiale OpenSkies.
- Lundi 28 juillet : Emirates prend livraison à Hambourg (Allemagne) de son premier A380. Il s'agit du sixième exemplaire livré par Airbus, après les cinq premiers détenus déjà par Singapore Airlines.

### Août
- Mercredi 20 août : le vol 5022 Spanair s'écrase au décollage de Madrid. Le MD-82 [EC-HFP], avec 164 passagers et 9 membres d'équipage à bord, devait rejoindre Las Palmas. Quelques heures après l'accident on dénombrait 153 victimes.

- Dimanche 24 août : le Boeing 737-219 [EX-311] de la compagnie Itek Air, assurant le vol Aseman Airlines 6875 entre Bichkek, Kirghizistan et Téhéran, Iran, s'écrase peu après le décollage de Bichkek avec 90 personnes à bord, dont 7 membres d'équipage faisant 71 victimes.

### Septembre
- Mercredi 3 septembre : premier vol à Montréal-Mirabel du CRJ-1000, vol de 3 h 25 min avec Jacques Thibaudeau aux commandes.
- Dimanche 14 septembre : les débris d'un Boeing 737-505 loué par Pinewatch Ltd (Dublin) à Aeroflot Nord et qui effectuait un vol régulier entre Moscou et Perm, dans l'Oural, sont retrouvés dans la périphérie de la ville de Perm. L'avion [VP-BKO] avait disparu des écrans radar à 3h12 UTC, au moment où il devait amorcer sa descente vers Perm. Les débris de l'appareil ont endommagé la voie ferrée du Transsibérien, entraînant l'interruption du trafic ferroviaire entre Perm et Iekaterinbourg. Parmi les 88 occupants du biréacteur se trouvait le Général Guennadi Trochev, ancien commandant militaire russe en Tchétchénie et conseiller de Vladimir Poutine.
- Mardi 16 septembre : la société française Apex aircraft est mise en liquidation judiciaire, ce qui provoque une certaine inquiétude au sein des aéro-clubs car les avions Robin sont nombreux dans les associations et Apex assure le suivi de navigabilité de ces avions.
- Jeudi 18 septembre : Livraison du 7e A380 à Toulouse, qui sera le 6e exemplaire pour la compagnie Singapore Airlines.
- Vendredi 19 septembre : huitième A380 en livraison, destiné à la compagnie australienne Qantas ; Il s'agit de leur 1er exemplaire.
- Lundi 22 septembre : un Fokker F-28-4000 de la compagnie ICARO sort de la piste au décollage de l'aéroport de Quito, avec 66 personnes à bord. L'avion [HC-CDT], qui dévale une pente herbeuse en direction d'un quartier d'habitations, est arrêté dans sa course par un mur de briques. Les passagers et l'équipage du vol 504 Quito-Coca sont tous indemnes, mais les installations ILS de l'aéroport de Quito sont détruites.
- Vendredi 26 septembre : Yves Rossy réussit la traversée de la Manche entre Calais et Douvres muni d'une aile en carbone équipée de quatre mini-réacteurs. Il a été largué par un avion à 2 500 m d'altitude. Le vol de 35 km a duré 13 minutes.
- Dimanche 29 septembre : premier tir commercial réussi de Falcon 1

### Octobre
- Mercredi 1er octobre 2008 : deux Super Étendard modernisés de la 11e flottille (11F) de Landivisiau entrent en collision au-dessus de la baie de Lannion durant un exercice vers 17h10. Un seul pilote parvient à s'éjecter. Il est rapidement repêché. Le corps du second pilote est retrouvé en mer quelques jours après.
- Jeudi 2 octobre 2008 : l'épave de l'avion Citabria Super Decathlon de Steve Fossett a été retrouvée dans la Sierra Nevada, à 3 000 mètres d'altitude. L'aviateur américain avait disparu en septembre 2007.
- Jeudi 16 octobre 2008 : le département de la Défense des États-Unis met fin au programme de l'hélicoptère tactique de reconnaissance Bell ARH-70 lancé en 2005 pour remplacer les Bell OH-58D Kiowa Warrior de l'US Army. Depuis son démarrage le programme a vu ses coûts tripler et la mise en service reportée de 4 ans, bien qu'un démonstrateur ait accumulé 1 400 heures de vol.
- Jeudi 23 octobre 2008 : un Sikorsky HH-3F de l'Aeronautica Militare Italiana s'écrase dans la Marne, entre l'Isle-en-Barrois et Vaubecourt vers 16h30, alors qu'il participe à des manœuvres franco-italiennes. Les 8 hommes se trouvant à bord sont tués.
- Dimanche 26 octobre 2008 : première liaison Dubaï-Los Angeles par le pôle Nord de la compagnie Emirates

### Novembre
- Mercredi 5 novembre 2008 : un biréacteur Learjet 45 [XC-VMX] appartenant au gouvernement mexicain, avec 8 personnes à bord, s'écrase pendant son approche vers l'Aéroport international de Mexico, tuant tous ses occupants. Sa chute en pleine ville provoque également un important incendie et la mort de 7 personnes au sol. Parmi les passagers de l'avion se trouvait le ministre mexicain de l'intérieur, Juan Camilo Mourino.

- Samedi 15 novembre 2008 : premier vol en Floride du Sikorsky CH-148 Cyclone. Développé pour les besoins des Forces armées canadiennes, qui ont commandé 28 exemplaires pour remplacer leurs Sikorsky H-3 Sea King, c'est la première application militaire du Sikorsky S-92.

- Mardi 18 novembre 2008 : remise officielle à l'usine EADS de Getafe du premier CASA C-295 destiné à la Force aérienne du Portugal.

- Jeudi 27 novembre 2008 : un Airbus A320-200 d'XL Airways Germany [D-AXLA, c/n 2500], sortant de révision chez EAS Industries, Perpignan, avant restitution à Air New Zealand après une longue période de location, s'écrase en mer à 7 km au large de Saint-Cyprien (France) à 16h45, durant un vol d'acceptation. Les 7 occupants sont tués (voir Accident de l'Airbus A320 de Air New Zealand.

- Vendredi 28 novembre 2008 : premier vol de l'avion régional chinois ACAC ARJ21 à Shanghai.

### Décembre
- Mardi 2 décembre 2008 : le constructeur aéronautique brésilien Embraer annonce la vente de six appareils E-195 destinés à la compagnie espagnole Air Europa, filiale du groupe Globalia, pour 237 millions de dollars. Embraer avait réduit en novembre ses prévisions de vente 2009 de 20 %, soit de 320 à 270 appareils commerciaux, d'affaires et militaires.

- Lundi 8 décembre 2008 : 
  - La compagnie aérienne russe Aeroflot annonce la suppression d'environ 500 emplois administratifs dans le cadre de son programme anticrise.
  - Un avion de chasse F/A-18D s'écrase sur un quartier d'habitation de la banlieue de San Diego (Californie) alors qu'il se préparait à atterrir à l'aéroport militaire de NAS Miramar. Réacteurs en panne, le pilote est parvenu à éviter un collège, mais pas un groupe de maisons. Il a pu s'éjecter mais on dénombre 3 tués au sol et une personne portée disparue.

- Mercredi 10 décembre 2008 : 
  - L'administration de l'aviation civile de Chine (CAAC) indique « encourager » les transporteurs aériens à annuler ou retarder les prises de livraison d'appareils prévues pour 2009 afin de réduire les dépenses des compagnies aériennes en proie à de sérieuses difficultés financières, « l'impact négatif de la crise économique mondiale sur le développement des compagnies chinoises s'est aggravé au cours du second semestre » 2008, réduisant le trafic passagers et fret.
  - Un mouvement de grève bloque l'aéroport international de Budapest. Il est organisé par le Syndicat des employés de l'aéroport et des prestataires de services (RDSZSZ) et par le Syndicat associé des transports aériens (LESZ). Cette grève « générale et illimitée » est destinée à protester contre des modifications à la convention collective des employés de l'aéroport.

- Lundi 15 décembre 2008 : premier vol de la nouvelle compagnie domestique brésilienne à bas coûts Azul.

- Mercredi 17 décembre 2008 : l'avionneur européen Airbus réussit le premier test en vol du réacteur de son futur avion de transport militaire A400M. Le test avait été reporté en raison de problèmes chroniques liés à la propulsion de l'appareil qui ont retardé le développement de ce programme majeur[5].

- Vendredi 19 décembre 2008 : un avion Britten-Norman Islander de la compagnie Air Vanuatu s'est écrasé sur l'île de Santo au nord-ouest de l'archipel de Vanuatu, sur une montagne à 1 300 mètres d'altitude dans une zone forestière et difficilement accessible. La catastrophe a fait un mort, le pilote, et neuf blessés.

- Samedi 20 décembre 2008 : un Boeing 737-500  de la compagnie Continental Airlines assurant le vol CO1404 entre Denver et Houston sort de piste au décollage de Denver avec 112 personnes à bord — dont 5 membres d'équipage — et prend feu. Tous les occupants parviennent à évacuer l'appareil, mais 38 ont dû être hospitalisés.

- Dimanche 21 décembre 2008 : WhiteKnight Two, avion-porteur du projet Virgin Galactic, effectue son premier vol sur le Mojave Air & Spaceport.

- Lundi 22 décembre 2008 : 
  - La compagnie aérienne British Airways annonce l'achat de 11 avions Embraer, outre une option sur trois autres, d'un prix de 376 millions de dollars au prix catalogue, pour sa filiale de vols intérieurs et européens BA Cityflyer.
  - Dans le cadre du lancement de la nouvelle compagnie aérienne, Alitalia a officiellement mis en vente 46 appareils. Grève sauvage du personnel d'Alitalia (bagagistes et personnel d'entretien) qui a cloué des dizaines de vols au sol.

- Mardi 30 décembre 2008 : 
  - Le constructeur aéronautique Airbus annonce avoir livré son douzième très gros porteur A380 de l'année, à la compagnie de Dubaï Emirates qui est son plus gros client avec 58 commandes fermes. Cependant Airbus reconnaît qu'il ne tiendrait peut-être pas son objectif de 21 livraisons en 2009.
  - Un Boeing 747 d'Air New Zealand a testé pour la première fois, sur un de ses quatre moteurs, un nouveau mélange de kérosène et de biocarburant qualifié de « deuxième génération » composé à 50 % de diester tiré d'huile de jatropha. Parti de l'aéroport international d'Auckland, le gros-porteur y est revenu sans encombre après un vol expérimental de deux heures[6].